# کودی رایلی
کودی رایلی (انگلیسی: Cody Riley؛ زادهٔ ۱۲ دسامبر ۱۹۹۷) بازیکن بسکتبال است.

## حرفه
از باشگاه‌هایی که در آن بازی کرده‌است می‌توان به بسکتبال مردان یوسی‌ال‌ای برونز اشاره کرد.